# Baltocar succinicus
Baltocar succinicus is een keversoort uit de familie Ithyceridae. De wetenschappelijke naam van de soort is voor het eerst geldig gepubliceerd in 1953 door Voss.